# ISO 3166-2:MN
ISO 3166-2 données pour la Mongolie

## Aïmags
```
MN-1    
Oulan-Bator

MN-073  
Arhangay

MN-069  
Bayanhongor

MN-071  
Bayan-Ölgiy

MN-067  
Bulgan

MN-037  
Darhan-Uul

MN-061  
Dornod

MN-063  
Dornogovi

MN-059  
Dundgovi

MN-065  
Govi-Altay

MN-064  
Govisümber

MN-039  
Hentiy

MN-043  
Hovd

MN-041  
Hövsgöl

MN-053  
Ömnögovi

MN-035  
Orhon

MN-055  
Övörhangay

MN-049  
Selenge

MN-051  
Sühbaatar

MN-047  
Töv

MN-046  
Uvs

MN-057  
Dzavhan
```